# Cytisus heterochrous
Cytisus heterochrous är en ärtväxtart som beskrevs av Miguel Colmeiro. Cytisus heterochrous ingår i släktet kvastginster, och familjen ärtväxter. Inga underarter finns listade i Catalogue of Life.